# Jan Thierens
Elie Johannes François (Jan) Thierens (Workum, 28 januari 1882 – Den Haag, 2 juli 1967) was een Nederlands elektrotechnisch ingenieur en hoogleraar aan de Technische Hogeschool Delft.

## Biografie
Thierens was de zoon van Adolph Leonard Thierens en Hester Maria Isabella van Dissel. Vanwege het ambt van zijn vader, die directeur der directe belastingen en accijnzen was, verhuisde het gezin Thierens regelmatig. Jan doorliep de hogereburgerschool van Middelburg en studeerde aan de Polytechnische Hogeschool in Delft, alwaar hij in 1904 afstudeerde als werktuigbouwkundig ingenieur. Aansluitend volgde hij een eenjarige opleiding in Karlsruhe waar hij de graad van elektrotechnisch ingenieur verwierf.
Vervolgens keerde hij terug naar Delft, waar hij van 1905 tot 1907 assistent was van professor Clarence Feldmann aan de Technische Hogeschool. Daarna was hij tot 1909 ingenieur bij de Elektriciteits Maatschappij Lahmeyer in Den Haag, importeur van elektromotoren en dynamo's uit Frankfurt. In 1909 werd Thierens benoemd tot adjunct-directeur van de "Stedelijke Fabrieken van Gas en Electriciteit" in Leiden. Hier was hij onder andere betrokken bij de uitbreiding van de Leidse elektriciteitscentrale met de eerste driefasige wisselstroomeenheden alsmede de aanleg van een 10kV-kabel naar Noordwijk.
Van 1912 tot 1917 was hij ingenieur en hoofd van de technische afdeling van Lindeteves-Stokvis Handelsmaatschappij. Voor dat bedrijf vertrok hij naar Nederlands Oost-Indië om op Java onderzoek te doen naar een elektriciteitsvoorziening en de bijzondere factoren die daarbij een rol speelden. In 1916 kwam hij terug naar Nederland en aanvaardde in 1917 zijn benoeming als adjunct-directeur bij de gemeente Delft. Van 1920 tot 1925 was hij chef van de afdeling Electriciteit bij de N.V. Koninklijke Nederlandse Hoogovens en Staalfabrieken te IJmuiden-Velsen.

## Hoogleraar
Op 1 september 1925 werd Thierens benoemd tot hoogleraar elektrotechniek aan de Technische Hogeschool te Delft. Deze extra leerstoel was er bij gekomen om de toegenomen werkdruk van professor Herman S. Hallo enigszins te verlichten. Thierens gaf college op het gebied van elektriciteitsvoorziening en verlichting, elektrische tractie en elektromotoren, in het bijzonder hefwerktuigen, en algemene elektrotechniek voor niet E-studenten. Dit hoogleraarschap zou hij tot 1947 vervullen. Naast zijn werkzaamheden als hoogleraar diende Thierens ook als raadgevend ingenieur bij de Nederlandse Spoorwegen en bij Rijkswaterstaat, en was hij actief in de normalisatie van de elektrotechniek.
Voor zijn verdiensten werd hij in 1935 geridderd in de Orde van Oranje-Nassau.
- Biografisch Portaal: 88489120
- International Standard Name Identifier: 0000 0003 8903 0187
- Nederlandse Thesaurus van Auteursnamen: 075016257
- Virtual International Authority File: 282311790
- WorldCat: E39PBJhmPYwXFt4BwtJdBPcpT3